# Диретисима дел Конеро (Анкона)
Диретисима дел Конеро је насеље у Италији у округу Анкона, региону Марке.
Према процени из 2011. у насељу је живело 47 становника. Насеље се налази на надморској висини од 42 м.